# Manisuris
Manisuris es un género de plantas herbáceas de la familia de las poáceas. Es originaria de India.

## Especies
- Manisuris leonin Hitchc. et Chase
- Manisuris tuberculosa Nash